# Harkenbleck
Harkenbleck ist eine Ortschaft der Stadt Hemmingen in der niedersächsischen Region Hannover.

## Geschichte
Zwischen Wilkenburg und Harkenbleck wurden bei Ausgrabungen Reste einer germanischen Siedlung aus dem 1. bis 4. Jahrhundert nach Christus gefunden. Zu dieser Zeit lebten hier rund 100 Menschen in Holzhäusern auf Pfählen. Die Ortschaft Harkenbleck wurde erstmals 1178 in einer Urkunde des Klosters Lamspringe als „Herkenblite“ erwähnt. Weitere historische Namen sind Herkenblede, erwähnt erstmals 1226 und Erkenblede, erwähnt 1312.

### Eingemeindungen
Am 1. März 1974 wurde Harkenbleck in die neue Gemeinde Hemmingen eingegliedert.

### Einwohnerentwicklung
| Jahr | Einwohner | Quelle |
| ---- | --------- | ------ |
| 1910 | 356       | [ 4 ]  |
| 1925 | 335       | [ 5 ]  |
| 1933 | 319       | [ 5 ]  |
| 1935 | 347       | [ 1 ]  |
| 1939 | 347       | [ 5 ]  |
| 1950 | 710       | [ 6 ]  |
| 1960 | 562       | [ 7 ]  |
| 1973 | 10320     | [ 8 ]  |

| Jahr | Einwohner | Quelle |
| ---- | --------- | ------ |
| 1986 | 1040      | [ 7 ]  |
| 1996 | 1078      | [ 7 ]  |
| 2003 | 1026      | [ 1 ]  |
| 2006 | 1027      | [ 7 ]  |
| 2007 | 01023 ¹   |        |
| 2009 | 1022      | [ 1 ]  |
| 2011 | 0974      | [ 7 ]  |
| 2016 | 0984      | [ 2 ]  |

¹ laut Versionsgeschichte des Ortes

## Politik

### Stadtrat und Bürgermeister
Harkenbleck wird auf kommunaler Ebene vom Rat der Stadt Hemmingen vertreten.

### Wappen
Der Entwurf des Kommunalwappens von Harkenbleck stammt von dem Heraldiker und Grafiker Alfred Brecht, der sämtliche Wappen in der Region Hannover entworfen hat. Die Genehmigung des Wappens wurde am 2. Juni 1961 durch den Regierungspräsidenten in Hannover erteilt.
| Wappen von Harkenbleck | Blasonierung: „Gespaltener Schild, vorn in Gold ein rotes Gatter (Hürde), hinten in Rot ein silberner Kreuzstein.“ |
| Wappen von Harkenbleck | Wappenbegründung: Das Wappen zeigt guten Sinngehalt und betont den bäuerlichen Charakter des Ortes. Die Farben in der vorderen Schildhälfte bestätigen die Oberherrschaft des Bistums Hildesheim, die mit der Hürde die Frühgeschichte aufzeigt. Hinten ist der Siebenstein, der auf festem Sockel am Dorfausgang nach Wilkenburg steht und über die Gemeinde hinaus bekannt ist, im roten Felde in den Niedersachsenfarben gegenwartsnah dargestellt. Der Rat der Gemeinde hat in seiner Sitzung am 16. März 1961 den Wunsch verwirklicht, diesen Siebenstein mit in das Wappen aufzunehmen. |

## Kultur und Sehenswürdigkeiten

### Bauwerke

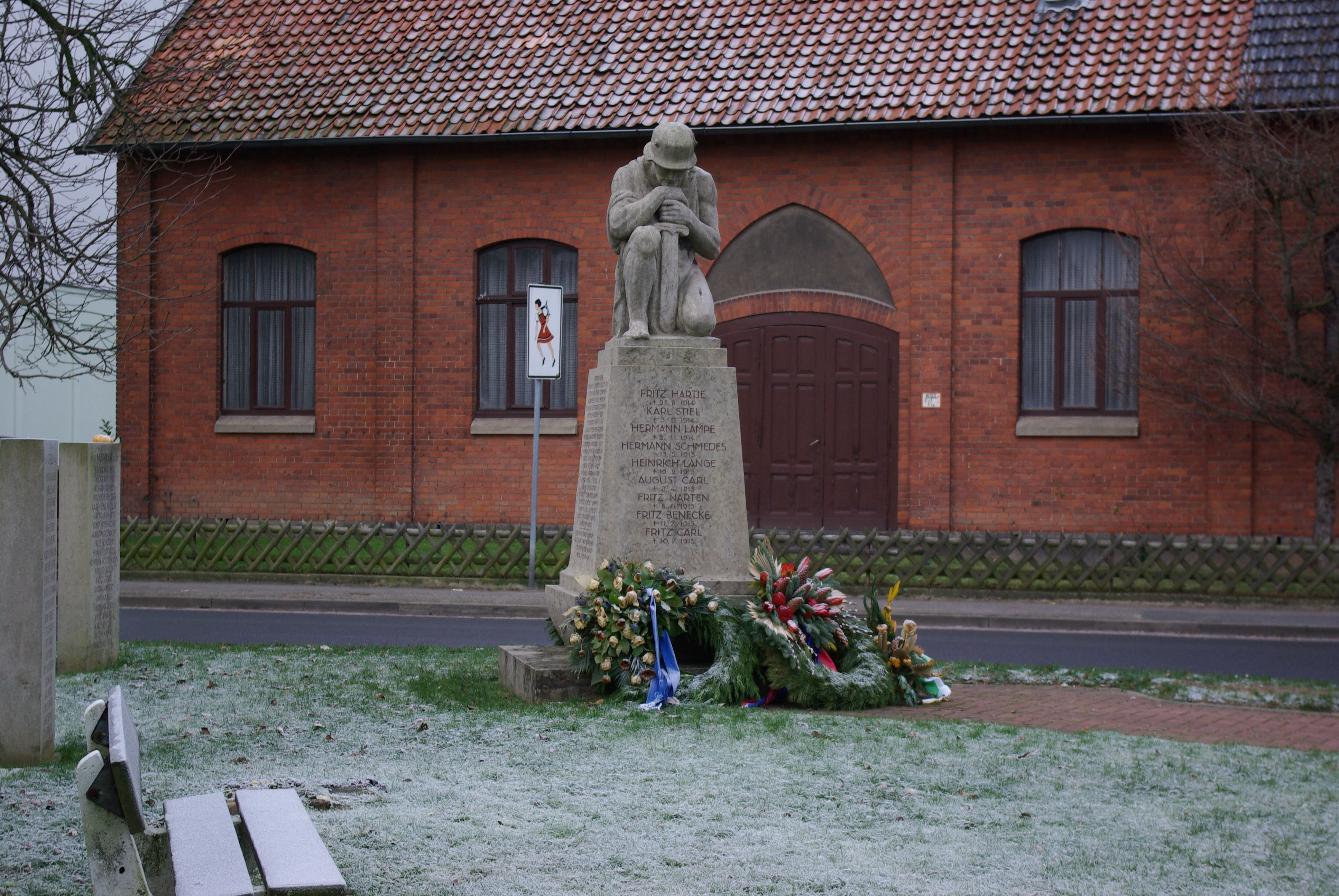
Kriegerdenkmal

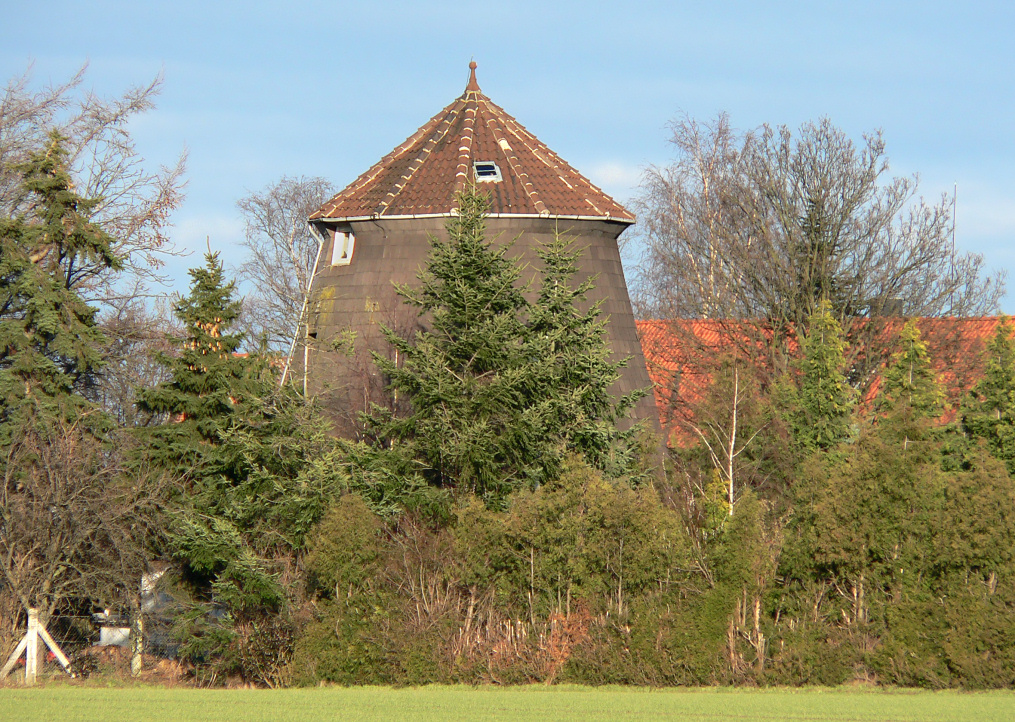
Die Bindigsmühle

- Die Kapelle befindet sich seit 1983 im Besitz des Fördervereins Kapelle Harkenbleck.
- Auf freiem Feld liegt eine Holländerwindmühle, die nach dem letzten Müller Henry Bindig als Bindigsmühle benannt ist. Sie gehörte zum Gut im Nachbarort Reden. Nach der Stilllegung etwa Anfang des 20. Jahrhunderts wurde die Mühle in eine Gaststätte umgebaut und dient heute als Wohnraum.

### Baudenkmale
→ Siehe: Liste der Baudenkmale in Harkenbleck